# Konin Żagański (stacja kolejowa)
Konin Żagański – przystanek osobowy w Koninie Żagańskim na linii kolejowej nr 282 Miłkowice – Jasień, w województwie lubuskim.

## Wymiana pasażerska
| Rok  | Wymiana pasażerska na dobę |
| ---- | -------------------------- |
| 2017 | 20-49                      |
| 2023 | 20-49                      |